# Bybanen
Bybanen (Бюба́нен) — скоростная трамвайная система в городе Берген, Норвегия.

## История
Трамвай появился в Бергене в 1897 году, но движение был закрыто в 1965 году.
Первые планы возрождения трамвая в Бергене появились уже в 1970-х годах, но серьёзное планирование трамвайной системы началось в 1980-х — после увеличения числа и размера автомобильных пробок на дорогах. Такой выбор был обусловлен и стремлением улучшить экологическую обстановку в городе. Однако решение о строительстве трамвая в Бергене было принято только в 2005 году. В следующем году был подготовлен и утверждён проект, и тогда же было начато строительство системы на южном направлении. 22 июня 2010 года был открыт первый участок трамвая. Ветка до аэропорта Берген начала функционировать в 2017 году.
На первой стадии, строительство велось муниципалитетом за счёт государства. Собственником является муниципалитет графства Хордаланн, осуществляющий контроль и управление через дочернее предприятие Bybanen AS. 
Интервал движения составляет 3-4 минуты в дневное время (до восьми минут в часы пик) и 20 — в ночное. В 2022 году стоимость полного билета составляла 40 крон. Такой билет даёт право на пересадку и проезд в автобусах Бергена.
21 ноября 2022 года открыта линия 2 — от Кайгатен до Фюллингсдален, общей длиной 9 км, с 9 остановками.

## Трамвайный парк и инфраструктура
Парк насчитывает 34 состава Stadler Variobahn производства швейцарской компании Stadler Rail AG, 6 из которых были дополнительно закуплены в 2019 году.
Трамваи имеют 42м в длину и 2.65м в ширину, при весе в 35.7 тонн. Каждый состав состоит из 7 секций.
Восемь моторов позволяют развивать скорость до 70 км/ч, с ограничением до 50 км/ч на городских улицах и до 25 км/ч в депо. Поезд способен преодолевать уклон до 7% и в случае нужды может тянуть за собой другой состав.
Пространство каждого состава рассчитано на 280 пассажиров. На каждой стороне — по 5 раздвижных дверей.
Линия не имеет специальных рельсовых разворотов, поэтому все составы имеют по кабине на каждом конце.

## Хронология открытия
| Дата                 | Линия | Участок                                 | Станции | Длина участка |
| -------------------- | ----- | --------------------------------------- | ------- | ------------- |
| 22 июня 2010 года    | 1     | «Бюпаркен» — «Несстун»                  | 15      | 9,8 км        |
| 21 июня 2013 года    | 1     | «Несстун» — «Лагунен»                   | 5       | 3,6 км        |
| 15 августа 2016 года | 1     | «Лагунен» — «Биркеланншифтет»           | 5       | 4,8 км        |
| 22 апреля 2017 года  | 1     | «Биркеланншифтет» — Бергенский аэропорт | 2       | 2,0 км        |
| 21 ноября 2022 года  | 2     | «Кайгатен» — «Фюллингсдален»            | 9       | 9,0 км        |

## Станции
Линия 1:
- Бюпаркен (Byparken)
- Ноннесетер (Nonneseter) — выход к Бергенскому вокзалу[англ.]
- Берген буссташун (Bergen busstasjon)
- Нюгор (Nygård)
- Флорида (Florida)
- Данмаркс пласс (Danmarks plass)
- Кронстад (Kronstad)
- Бранн стадион (Brann stadion)
- Вергеланн (Wergeland)
- Слеттен (Sletten)
- Слеттебаккен (Slettebakken)
- Фантофт (Fantoft)
- Парадис (Paradis)
- Хоп (Hop)
- Несстун (Nesstun)
- Несстун сентрум (Nesstun sentrum)
- Шольдшифтет (Skjoldskiftet)
- Мордален (Mårdalen)
- Шольд (Skjold)
- Лагунен (Lagunen)
- Ростёлен (Råstølen)
- Саннсливеген (Sandslivegen)
- Саннслимарка (Sandslimarka)
- Кокстад (Kokstad)
- Биркенланншифтет (Birkenlandskiftet)
- Кокстадфлатен (Kokstadflaten)
- Бергенский аэропорт (Bergen lufthavn, Flesland)

Линия 2:
- Кайгатен (Kaigaten)
- Ноннесетер (Nonneseter) — выход к Бергенскому вокзалу[англ.]
- Берген буссташун (Bergen busstasjon)
- Флёэн (Fløen)
- Хёукеланн шукенхус (Haukeland sjukenhus) — единственная подземная станция всей трамвайной сети[1]
- Кронстад (Kronstad)
- Миндемюрен (Mindemyren)
- Кристианборг (Kristianborg)
- Фюллингсдален (Fyllingsdalen)